# Glyptomorpha dispar
Glyptomorpha dispar är en stekelart som beskrevs av Vladimir Ivanovich Tobias 1986. Glyptomorpha dispar ingår i släktet Glyptomorpha och familjen bracksteklar. Inga underarter finns listade i Catalogue of Life.